# Stuck in Gear
Stuck in Gear je studiové album Linka Wraye, vydané v roce 1976 pod značkou Virgin Records. Nahrávání probíhalo v Ridge Farm Studio, mimo skladby „Jack the Ripper“, ta byla nahrána v londýnském sále The Lyceum. Album si produkoval sám Link Wray. Album dosud nevyšlo v reedici na CD.

## Seznam skladeb
| Pořadí | Název                        | Autor        | Délka |
| ------ | ---------------------------- | ------------ | ----- |
| 1.     | Southern Lady                | Richard Cole | 4:38  |
| 2.     | Tecolote                     | David Gates  | 3:56  |
| 3.     | Quicksand                    | Wray         | 3:06  |
| 4.     | I Know You're Leaving Me Now | Wray         | 3:08  |
| 5.     | Did You See The Man          | Wray         | 3:20  |
| 6.     | Midnight Lover               | Wray         | 6:05  |
| 7.     | Cottoncandy Apples           | Wray         | 4:06  |
| 8.     | BoJack                       | Wray         | 4:06  |
| 9.     | Jack the Ripper              | Wray, Cooper | 5:00  |

## Obsazení
- Link Wray – kytara, zpěv
- Ruan O'Lochlainn – klávesy, altsaxofon
- Freddie Smith – bicí, perkuse
- Archie Legget – baskytara
- Gordon Smith – steel kytara
- Roger Brown – doprovodný zpěv
- Carl Bramwell – doprovodný zpěv
- John Greaves – baskytara v „Jack The Ripper“
- Charlie Charles – bicí v „Jack The Ripper“